# 2008年加纳大选

## 候选人
阿庫福·阿多（新爱国党，执政党）
约翰·米尔斯（全国民主大会党，最大在野党）

## 第一轮投票
时间：2008年12月7日
阿庫福·阿多（新爱国党，执政党）49.13%
約翰·米爾斯（全国民主大会党，最大在野党）47.92%

## 第二轮投票
时间：2008年12月28日
阿庫福·阿多（新爱国党，执政党）49.77% 
約翰·米爾斯（全国民主大会党，最大在野党）50.23% 当选